# Georgi Shikov
Georgi Shikov, né le 21 mai 1993, est un haltérophile bulgare.

## Palmarès

### Championnats d'Europe
- 2018 à Bucarest
  -  Médaille d'argent en moins de 105 kg.

### Jeux olympiques de la jeunesse
- 2010 à Bucarest
  -  Médaille d'or en moins de 85 kg.